# Batali (przystanek kolejowy)
Batali (biał. Баталі, ros. Батали) – przystanek kolejowy pomiędzy miejscowościami Batali i Kamienka, w rejonie horodeckim, w obwodzie witebskim, na Białorusi. Położony jest na linii Newel - Jeziaryszcza - Witebsk.